# Автошлях E86
Європейський маршрут Е86 — європейський автомобільний маршрут категорії А в Греції, що з'єднує міста Крісталопігі та Гефіра. Довжина маршруту — 177 км.
Маршрут E86 проходить через міста Флоріна та Веві.
Е86 пов'язаний з маршрутами
- E65
- E75
- E90

## Див. Також
- Список європейських автомобільних маршрутів